# Бабуля (рассказ)
«Бабуля» (англ. Gramma) — рассказ американского писателя Стивена Кинга, впервые опубликованный в 1984 году в журнале Weirdbook, позже вошедший в авторский сборник «Команда скелетов» (англ. Skeleton Crew) в 1985 году.

## Сюжет
Действие происходит в городке Касл-Рок в штате Мэн. Женщина по имени Рут (англ. Ruth) оставляет своего одиннадцатилетнего сына Джорджа Брукнера (англ. George Bruckner ) одного, присматривать за старенькой, не встающей с постели бабушкой, пока она съездит в больницу за своим старшим сыном Бадди, который сломал ногу, пытаясь уничтожить заколдованную книгу. Джордж свою бабулю боится, так как думает, что она сумасшедшая и имеет пугающую внешность, но деваться некуда. Оставшись один, мальчик прокручивает у себя в голове пугающие воспоминания о бабуле, которые он старается отогнать. Как-то он подслушал разговор своих родственников о том, что их бабушку когда-то выгнали из родного города и что это она каким-то образом случайно убила своего сына Франклина (англ. Franklin), который якобы скончался от перитонита. Позже мама рассказала ему, что в молодости бабушка не могла иметь детей и достала некие магические книги, после чего успешно родила несколько раз. В городе узнали о её книгах, и бабуле пришлось переехать. Так Джордж узнал, что его бабуля была ведьмой.
На улице стемнело, а мамы всё не было. Вдруг Джордж слышит хрипы из бабушкиной комнаты и идёт туда посмотреть, что с ней. Когда он зашёл в комнату бабули, то увидел, что она умерла. Мальчик старается позвонить доктору, но телефон не работает. Затем мальчик пытается накрыть её покрывалом, но мёртвая бабуля хватает его за руку. Джордж вырывается и убегает, тогда бабуля встаёт и требует, чтобы он подошёл, а затем преследует его. Звонит телефон, мальчик берёт трубку, это оказывается его тётя Фло (англ. Aunt Flo), которая, разобравшись в ситуации, говорит, чтобы он приказал бабушке лежать именем Хастура. Джордж выкрикивает эти слова, но бабуля всё равно хватает его.
Когда мама возвращается, то находит дома живого Джорджа и мёртвую бабушку. Оказывается, перед смертью бабуля успела передать свой колдовской дар Джорджу, однако матери он об этом не говорит, как и то, что он недавно, чтобы заставить молчать об этом тётю Фло, убил её на расстоянии, произнеся какое-то заклинание, отчего у той случился инсульт. Ночью Джордж думает, как с помощью своего новоприобретённого дара отомстить Бадди за его издевательства над ним.

## Персонажи
- Джордж — мальчик одиннадцати лет, остаётся один дома с бабулей.
- Бадди — старший брат Джорджа, над которым издевается. Играет в американский футбол, сломал ногу.
- Мама (Рут) — обаятельная пятидесятилетняя женщина с поздними сыновьями.
- Бабуля — слепая, толстая, беззубая, с седыми волосами, сумасшедшая колдунья. Почти весь рассказ спит. В концовке умирает.
- Тётя Фло — из Миннесоты, говорила «волшебные» слова Джорджу, чтобы отогнать бабулю, но безуспешно.
- Генриетта Додд — всегда была на проводе, и в любое время можно было услышать душещипательные истории и уйму сплетен.
- Доктор Арлиндер — врач бабули.
- Дядя Джордж — дядя, подслушивая которого Джордж узнал о секрете бабули.

## Экранизации
- В 1986 году рассказ был экранизирован в сериале «Сумеречная зона» (Эпизод 18 (175) Сезона 1)
- В 2014 вышел фильм «Милосердие» (англ. Mercy)